# Call of Duty: Black Ops II
Call of Duty: Black Ops II är ett skjutspel inom Call of Duty-spelserien, utvecklat av Treyarch och ges ut av Activision. Det är det nionde spelet i serien. Det är uppföljaren till Call of Duty: Black Ops från 2010 och som kungjordes den 1 maj 2012. Spelet släpptes den 13 november 2012.
Det är det första spelet utvecklat av Treyarch som utspelar sig i framtiden. Det är också det första Call of Duty-spelet till Nintendos spelkonsol Wii U, och spelet fanns tillgängligt inför Wii U:s lanseringsdag i Nordamerika, Europa och Australien, och kom till Japan till den 20 december 2012.

## Handling
Handlingen i spelet utspelar sig mellan två olika skeden, en som återberättar olika händelser från 1980-talet, och den andra som utspelar sig i nutiden, dvs. år 2025.
Under 1980-talet följer man som Alex Mason, som deltar i ett inbördeskrig i Angola. Han lider av en sjukdom som en följd av hans psykiska tortyr från det förra spelet. Viktor Reznov kommer att återvända till denna del av spelet, och hans vänskap med Mason kommer fortsätta att prövas. Denna del av spelet kommer att skildra Raul Menendez uppkomst, den primära antagonisten inom spelets framtida skede.
År 2025 blir den kinesiska ekonomin hotad av en cyberattack och som paralyserar den kinesiska börsen. Som hämnd för detta förbjuder den kinesiska regeringen exporten av sällsynta jordartsmetaller, och ett krig uppstår mellan USA och Folkrepubliken Kina. Los Angeles invaderas av kinesiska trupper, och David Mason, Alex Masons son, tillsammans med en grupp från SEAL Team Six får uppdraget att eskortera den amerikanska och franska presidenten i säkerhet. Raul Menendez har från händelserna under 1980-talet betitlat sig som ledaren för Cordis Die, en populistisk fraktion vars mål är att lamslå samtliga av världens kapitalistiska regeringar. I sin roll som deras ledare har Menendez skaffad miljontals anhängare och stora mängder resurser för att genomföra hans planlagda världsrevolution.
Samtidigt visas det att Frank Woods hade överlevt från händelserna i Black Ops och flytt från Hanoi. Han har tagit flykten till en hemlig plats kallat "The Vault" och har väntat på Menendez uppståndelse. Woods är den som återberättar händelserna under 1980-talet.
Spelet utspelar sig i Angola, Alaska, Afghanistan, Nicaragua, Panama, Los Angeles, Lahore, Myanmar, Mexikanska Golfen, Haiti, Shanghai, Hongkong, "The Vault", Singapore, Jemen, Peking och på Caymanöarna.

## Karaktärer
- Premiärlöjtnant David Mason (kodnamn Section) är en spelbar karaktär och huvudperson i Call of Duty: Black Ops II. Han är son till CIA-agenten och marinkårssoldaten Alex Mason, och även medlem i Seal Team Six och JSOC. Han är också kommendör för alla Strike Force-uppdrag.
- Raul Menendez var en nicaraguansk politisk aktivist och är antagonist i Call of Duty: Black Ops 2. Han är ledare för aktivistgruppen Cordis Die (uttalas Cordis Dia och betyder "hjärtdag" på latin) och är en gammal nemesis till Alex Mason och Frank Woods. Han tar över USA:s egna automatiserade drönare och använder dem för att attackera dess egna städer och andra städer runt om i världen, som städer i Kina och andra kapitalistiskt styrda länder i ett försök att starta ett världsomfattande uppror. Menendez är tydligen extremt karismatisk och inflytelserik. Enligt många reklamfilmer för spelet, kallas han "Messias för de 99%". Han har ett extremt högt antal prenumeranter på sin Youtube-kanal Cordis Die och miljarder följare.
- Kapten Alex Mason är en CIA-agent och pensionerad marinkårskapten. Han är huvudperson och den primära spelbara karaktären i Call of Duty: Black Ops och en av huvudpersorna i Call of Duty: Black Ops II.
- Mike Harper är deuteragonist i Call of Duty: Black Ops II. Harper introduceras som en Seal Team Six-soldat i den första delen av spelet, då han och David försöker få information från Frank Woods. Men Woods förnedrar Harper, som ger honom smeknamnet "Dipshit". Senare är Harper med på uppdrag med David.
- Amiral Tommy Briggs är beffälhavare för Seal Team Six och JSOC. Liksom många av huvudpersonerna är han starkt emot Raul Menendez, till skillnad från de flesta andra i USA.
- Javier Salazar är en Cordis Die-soldat vars roll är att under täckmantel arbeta som Navy SEAL-soldat och i David Masons team. Vid slutet av spelet förråder han Navy SEALs genom att döda Chloe Lynch och Farid.
- Farid är en spelbar karaktär i Call of Duty: Black Ops II kampanjen. Farid är teknisk expert i Seal team Six och mullvad i Cordis Die under täckmantel för CIA.
- Frank Woods är en av huvudkaraktärerna i båda Call of Duty: Black Ops och Call of Duty: Black Ops 2. Under Vietnamkriget var han en del av MACVSOG och CIA-agent. I Black Ops 2 är han under 1980-talet sergeant i Marinkåren och under 2025 delen är han pensionerad och bor i "The Vault", ett hemligt ålderdomshem för högt uppsatta militärer. *Agent Jason Huds var en CIA-agent som ansvarar för hanteringen av Alex Mason, främst under 1960-talet. Han är också en av huvudpersonerna i Call of Duty: Black Ops och en stödjande NPC under 1980-talsuppdragen i Call of Duty: Black Ops II.
- Mark McKnight är en amerikansk soldat som visas i Call of Duty: Black Ops II och han är allierad med Frank Woods och Alex Mason. Han bor i Clayton, Panama. Hans enda framträdande i spelet är i uppdraget "Suffer with Me".
- Bosworth är president för Förenta staterna sedan 2024. Hon blir tilldelad David Mason som ska skydda och hjälpa evakuera henne när Los Angeles blir attackerat av fientliga drönare hackade av Raul Menendez.
- DeFalco är smeknamnet för Raul Menendez högra hand och kommendör för den militära grenen av Cordis Die.
- General Manuel Antonio Noriega Moreno är tidigare befälhavare för det panamanska försvaret. Han var militär guvernör i Panama från 1983 till 1989.
- Chloe Lynch, även känd som Karma, är en före detta anställd hos Tacitus (ett framtida vapenföretag som mest producerar drönare), och vet hur man inaktiverar celerium, ett datavirus använt av Cordis Die. Det gör henne till ett önskat mål av Raul Menendez, som sänder DeFalco att fånga henne.
- Jonas Malheiro Savimbi var en Angolansk politisk ledare som startade inbördeskriget i Angola för att befria landet från Portugal och göra det till en självständig nation. Han hjälper Alex Mason och Jason Hudson under 1980-delen av spelet att hitta Frank Woods.

## Spelupplägg
Istället för att göra ett linjärt kampanjläge från tidigare spel i serien har Treyarch skapat ett icke-linjärt kampanjläge där spelarens val kan påverka de viktiga karaktärernas öden och som för med sig oväntade följder. Det finns betydande delar inom kampanjdelen där spelaren kan övervaka hela spelets lopp. 
Det finns dessutom en uppsättning av specialuppdrag dubbat som Strike Force som utspelar sig parallellt med kampanjläget. Dessa uppdrag är sandlådebaserade och spelas på samma sätt som ett realtidsstrategispel. Spelaren kan anta rollen som en befälhavare och föra befäl över markstyrkor. Det finns även möjlighet för spelaren att gå med i striderna. Spelaren får chansen att ta kontroll över många olika fordon, jetplan och robotbilar. Om spelaren dör under ett Strike Force-uppdrag kommer storyn att gå vidare. Strike Force-uppdragen påverkar storyn i kampanjläget beroende på hur man presterar i dessa. 

## Röstskådespelare
- Rich McDonald - David "Section" Mason
- Sam Worthington - Alex Mason
- James C. Burns - Frank Woods
- Michael Keaton - Jason Hudson
- Michael Rooker - Mike Harper / Nelson
- Erin Cahill - Chloe Lynch
- Omid Abtahi - Farid
- Jim Meskimen - David Petraeus
- Kamar de los Reyes - Raul Menendez
- Byron Mann - Tian-Zhao
- Celestin Cornielle - Salazar
- Andrew Divoff - Lev Kravchenko
- Gary Oldman - Viktor Reznov
- Tony Todd - Thomas Briggs
- Benito Martinez - Manuel Noriega
- Robert Wisdom - Jonas Savimbi
- Stephanie Lemelin - Abigail "Misty" Briarton
- Scott Menville - Marlton Johnson
- David Boat - Samuel J. Stuhlinger
- Keith Szarabajka - Russman
- Nolan North - Edward Richtofen
- Fred Tatasciore - Ludvig Maxis
- Eden Riegel - Jane McKnight / Josefina
- Robert Picardo - Erik Brieghner
- Scott Menville - Marlton Johnson
- James Hong - Chen
- Jimmy Kimmel - Sig själv
- Troy Baker - Olika röster
- Navid Negahban - Olika röster
- Steven Bauer - Olika röster
- Clancy Brown - Strike Force soldat

## DLC
| Namn       | Multiplayer-kartor)             | Zombie-kartor och tillägg                            | Releasedatum för Xbox 360 | Releasedatum för PlayStation 3/Windows |
| ---------- | ------------------------------- | ---------------------------------------------------- | ------------------------- | -------------------------------------- |
| Revolution | Downhill, Hydro, Mirage & Grind | Turned & Die Rise / Great Leap Forward + Peacekeeper | 29 januari 2013           | 28 februari 2013                       |
| Uprising   | Encore, Magma, Studio & Vertigo | Mob of the Dead / Alcatraz Island                    | 16 april 2013             | 16 maj 2013                            |
| Vengeance  | Cove, Detour, Rush & Uplink     | Buried / Resolution 1295 + Ray Gun Mark II           | 2 juli 2013               | 1 augusti 2013                         |
| Apocalypse | Pod, Takeoff, Frost & Dig       | Origins / Excavation Site 64                         | 27 augusti 2013           | 26 september 2013                      |

## Mikrotransaktioner och andra tillägg
Ett Personalisation-paket och mikrotransaktioner till spelet släpptes till Xbox 360  12 mars 2013 och till Windows och Playstation 3 12 april. Dessa ger spelaren möjligheter ger spelaren fler funktioner som till exempel ändra vapnens utseende och ha flera klasser för vapenmenyerna i Create a Class.
| DLC                           | Multiplayer Camos, Recticals, Calling cards & Extras                                                                 | Releasedatum för Xbox 360 | Releasedatum för PlayStation 3/Windows |
| ----------------------------- | --- | ------------------------- | -------------------------------------- |
| Personalization Pack 1        | Jungle Warfare, Benjamins, Dia de Muertos, Graffiti, Kawaii, Party Rock, Zombies, Viper, Bacon, Create-a-Class slots | 13 mars 2013              | 12 April 2013                          |
| Personalization Calling Cards | All Country Flag Calling cards                                                                                       | 13 mars 2013              | 12 april 2013                          |
| Personalization Pack 2        | Cyborg, Dragon, (X-box 360 & PS3), Paladin (PC), Comics                                                              | 29 maj 2013               | 28 juni 2013                           |
| Personalization Pack 3        | Aqua, Breach, Coyote, Glam, Pack-a-Punch, Rouge                                                                      | 23 juli 2013              | 22 augusti 2013                        |

## DLC till Wii U
8 juli 2014 släppte Activision multiplayerkartan Nuketown 2025 till Wii U som gratis nedladdning.

## Mottagande
| Mottagande                         | Mottagande                                           |
| Samlingsbetyg                      | Samlingsbetyg                                        |
| Tjänst                             | Betyg                                                |
| ---------------------------------- | ---------------------------------------------------- |
| Gamerankings                       | (WIIU) 87.25% (X360) 85.55% (PC) 83.00% (PS3) 82.56% |
| Metacritic                         | (X360) 83/100 (PS3) 83/100(WIIU) 82/100 (PC) 79/100  |
| Recensionsbetyg                    |                                                      |
| Publikation                        | Betyg                                                |
| G4                                 | 4.5/5                                                |
| Game Informer                      | 8.5/10                                               |
| Gamespot                           | 8.0/10                                               |
| Gametrailers                       | 9.4/10                                               |
| IGN                                | (X360) 9.3/10 (WIIU) 9.3/10                          |
| Official PlayStation Magazine (UK) | 8/10                                                 |
| Official Xbox Magazine             | 8.5/10                                               |
| Official Xbox Magazine (UK)        | 8/10                                                 |

 Call of Duty: Black Ops II har fått generellt positiva recensioner från kritiker. IGN redaktör Anthony Gallegos beskriver spelet som "ett bra exempel på hur man kan utveckla en årlig serie." Gallegos riktade kritik på artificiell intelligensen av allierade i Strike Force-läget, och påpekade att han ofta var tvungen att hänvisa dem till ett hörn av slagfältet och sedan göra allt själv för att klara uppdragen.